# Olha Awilowa
Olha Matwijiwna Awilowa (ukrainisch Ольга Матвіївна Авілова, russisch Ольга Матвеевна Авилова Olga Matwejewna Awilowa; * 10. September 1918 in Beschiza, Gouvernement Orjol, Sowjetrussland; † 27. Dezember 2009 in Kiew, Ukraine) war eine sowjetische bzw. ukrainische Chirurgin, Hochschullehrerin und Mitbegründerin der Thoraxchirurgie in der Ukraine.

## Leben
Awilowa kam in der Stadt Beschiza (Бежица), seit 1956 ein Stadtbezirk im Nordwesten der Stadt Brjansk, zur Welt und ging in Brjansk zur Schule. Danach studierte sie am Medizinischen Institut in Smolensk, das sie 1941 absolvierte, und im Anschluss diente sie als Soldatin der Roten Armee im Zweiten Weltkrieg als Chirurgin und Leiterin der chirurgischen Abteilung im Lazarett von Brjansk.
Zwischen 1945 und 1955 war sie als Ärztin tätig. Ab 1955 arbeitete sie als  Assistenzprofessorin am Kiewer Institut zur Weiterbildung von Ärzten (Київському ін-ті вдосконалення лікарів), der heutigen Nationalen Medizinischen Akademie für postgraduale Ausbildung (Національна медична академія післядипломної освіти імені П. Л. Шупика) und seit 1973 als Professorin der thorakoabdominellen Chirurgie. Zwischen 1975 und 1988 war sie dort Institutsleiterin.
Bei Nikolai Amossow verteidigte sie 1974 ihre Dissertation Resektion und plastische Chirurgie der Bronchien und mediastinalen Luftröhre. Unter ihrer Leitung entstand eine Notfallversorgung für Opfer mit Thoraxtrauma, Spontanpneumothorax und Fremdkörpern in den Atemwegen und der Speiseröhre. Sie war Gründerin der wissenschaftlichen Schule für rekonstruktive Chirurgie der Luftröhre und der Bronchien. Unter ihrer Leitung wurden eine Habilitation und 19 Dissertationen abgeschlossen. Sie schrieb etwa 300 wissenschaftliche Arbeiten, darunter 2 Monographien.
Awilowa starb  91-jährig am 27. Dezember 2009 in Kiew und wurde dort auf dem Berkowezkyj-Friedhof bestattet.

## Ehrungen
Olha Awilowa erhielt zahlreiche Ehrungen, darunter 1944 den Orden des Roten Sterns, 1971 den Orden des Roten Banners der Arbeit und 1974 den Staatspreis der UdSSR. 1962 wurde ihr der Ehrentitel Verdienter Arzt der Ukraine und 1982 der Ehrentitel Verdienter Wissenschaftler der Ukraine verliehen.
Die Nationalbank der Ukraine gab zu Ehren ihres 100. Geburtstages am 3. September 2018 eine 2-Hrywnja-Gedenkmünze heraus.